# Hans Schneider (Historiker)
Hans Schneider (* 7. Juli 1907 in Weil der Stadt; † 25. November 1994 in Stuttgart) war ein deutscher Historiker und Studiendirektor.

## Leben

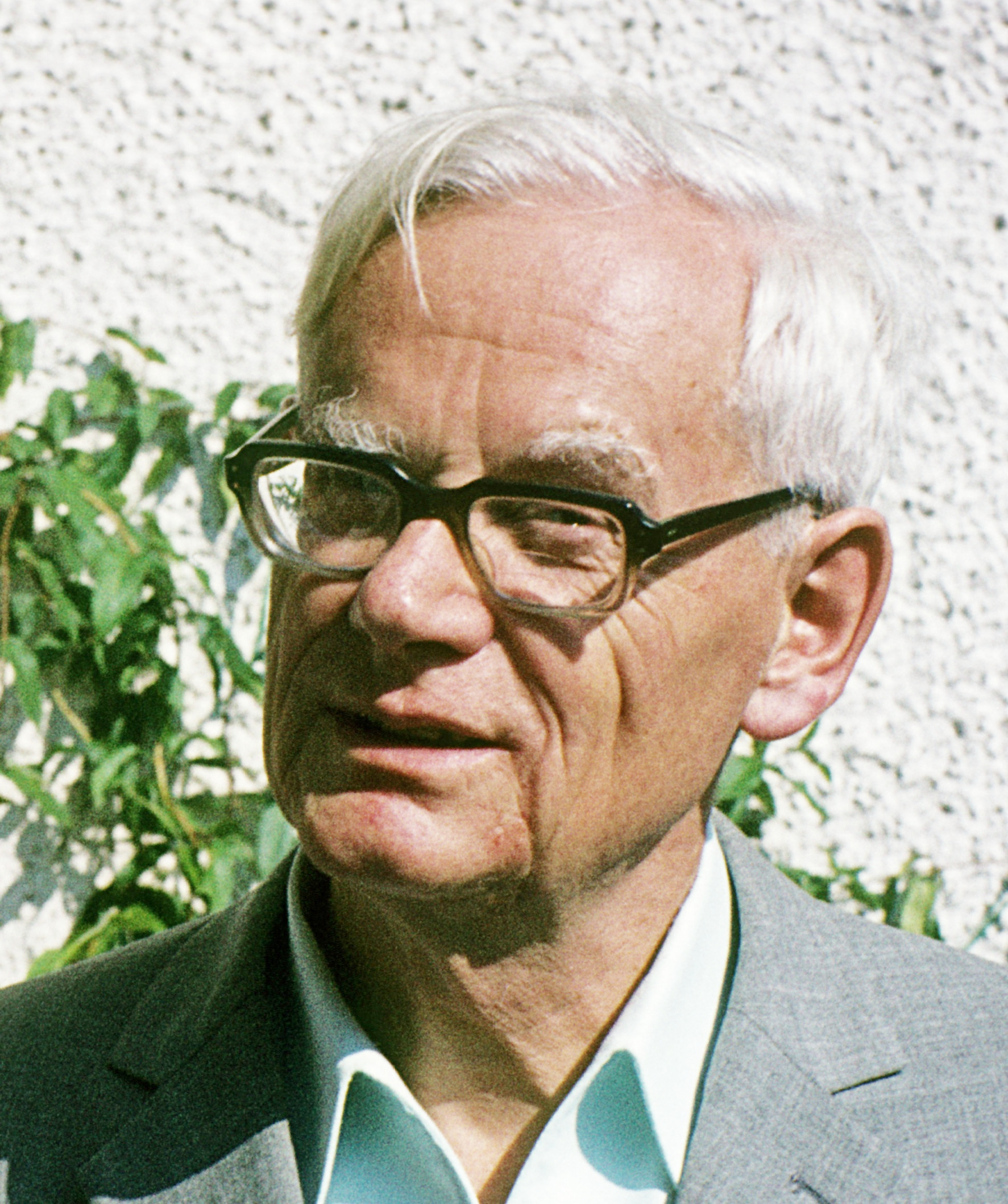
Hans Schneider 1971

Hans Schneider wurde 1907 als Sohn des Pfarrers Johannes Schneider in Weil der Stadt geboren. Von 1925 bis 1930 studierte er unter anderem an der Universität Tübingen Geschichtswissenschaften und Altphilologie. Nach dem Referendariat arbeitete er als Gymnasiallehrer in Ulm und Stuttgart.
1934 trat Schneider in die NSDAP ein. 1941 wurde er in Baiersbronn, wo er nun im höheren Schuldienst tätig war, „Kulturleiter“ der dortigen NSDAP-Ortsgruppe. Aus diesem Grund unterlag er beim Zusammenbruch des Deutschen Reichs 1945 dem automatischen Arrest und war 1945–1946 interniert, soll aber in einem nicht näher benannten Spruchkammerverfahren entlastet worden sein.
Nach seinem Wiedereintritt in den baden-württembergischen Schuldienst 1948 unterrichtete er an verschiedenen Gymnasien, am längsten von 1955 bis zu seiner Pensionierung 1972 am Gymnasium Freudenstadt, zuletzt als Studiendirektor.
Schneider zog nach seiner Pensionierung 1972 nach Tübingen, 1984 nach Stuttgart, wo er im November 1994 nach langer Krankheit verstarb. Er war seit 1933 verheiratet und hatte drei Kinder.

## Reichstagsbrandforschung
1960 erhielt Schneider, der ungefähr zur gleichen Zeit Mitglied der SPD wurde, einen Forschungsauftrag des Münchner Instituts für Zeitgeschichte (IfZ) zum Reichstagsbrand, in dessen Rahmen er die vorher von Fritz Tobias aufgestellte These untersuchen sollte, der niederländische Rätekommunist Marinus van der Lubbe sei der alleinige Täter beim Reichstagsbrand am 27. Februar 1933 gewesen. Wie 2004 in dem von der Vereinigung Deutscher Wissenschaftler herausgegebenen Sammelband „Neues vom Reichstagsbrand? Eine Dokumentation“ erörtert, führte Schneider in seinem 56-seitigen Manuskript eine Reihe methodischer wie handwerklicher Fehler in Tobias’ Beweisführung für die Alleintäterthese auf, die von sinnentstellenden Kürzungen bei Zitaten, über die einseitige Auswahl der seine Behauptung vom Alleintäter van der Lubbe stützenden Einzelzitate, bis zum teilweisen Ausklammern der seine These in Frage stellenden Fakten reichten.
Nachdem der damalige wissenschaftliche Angestellte des IfZ, Hans Mommsen, in einer Aktennotiz festgehalten hatte, „das Institut hat ein Interesse die Publikation des Manuskripts von Herrn Schneider zu verhindern, weil […] aus allgemeinpolitischen Gründen eine derartige Publikation unerwünscht zu sein scheint.“ entzog der Institutsleiter Helmut Krausnick Schneider den Auftrag unter Androhung von Mommsen in dessen Aktennotiz genannter juristischer und dienstrechtlicher Konsequenzen, falls Schneider das Forschungsprojekt weiter verfolgen sollte. 39 Jahre später stellte die Institutsleitung fest, die „Äußerungen von Hans Mommsen sind unter wissenschaftlichen Gesichtspunkten völlig inakzeptabel“, allerdings gelte für „das Rohmanuskript Hans Schneiders“, es „war und ist nicht publikationsreif“.

## Schriften
- Neues vom Reichstagsbrand? In: Hans Schneider: Neues vom Reichstagsbrand? Eine Dokumentation. Ein Versäumnis der deutschen Geschichtsschreibung. Berliner Wissenschaftsverlag. Berlin 2004, ISBN 3-8305-0915-4, S. 53–179.